# Zeno Vendler
Zénó Vendler (* 22. Dezember 1921 in Devecser(Ungarn); † 13. Januar 2004 in Hetyefő (Komitat Veszprém)), war ein ungarisch-US-amerikanisch-kanadischer Philosoph. Er war Gründungsmitglied und Direktor des Department of Philosophy an der University of Calgary (Kanada). Im Mittelpunkt seiner wissenschaftlichen Arbeit standen Themen aus Sprachphilosophie und Semantik. Seine Arbeiten über die Aktionsart und Substantivierung übten großen Einfluss auf die linguistische Semantik aus.

## Leben
Vendler wurde in Ungarn geboren, wo er auch aufwuchs und Ungarisch und Deutsch fließend sprach. Er war der Sohn des Zénó Miklós Vendler und dessen Ehefrau, geborene Vilma Gubás. Während seines Studiums, so unter anderem Theologie, Philosophie und Linguistik im Jahre 1948 in Maastricht, bekam er Kontakt zum jesuitischen Orden. 1952 erwarb er das Lizenziat der Theologie an der Theologischen Hochschule Maastricht (Canisianum). Vendler verließ im Jahre 1951 die Niederlande und setzte seine Studien an der Harvard University fort. Im Jahre 1959 wurde er mit seiner Arbeit Facts and Laws zum Doctor of Philosophy an Harvard University promoviert. Hiernach folgten verschiedene Lehrtätigkeiten an verschiedenen nordamerikanischen Universitäten, bis man ihn schließlich als Professor an die University of Calgary berief. So war er zunächst von 1960 bis 1964 assistant professor an der Cornell University in Ithaca, New York, dann von 1964 bis 1965 wiederum associate professor am Brooklyn College. Nachdem er die University of Calgary im Jahre 1973 verlassen hatte, ging er zunächst für ein Jahr als Professor für Philosophie an die Rice University, hiernach an die University of California in San Diego. Nach seiner Emeritierung im Jahre 1989 lebte er zunächst einige Jahre im Bundesstaat Oregon. Dann verlegte er seinen Lebensmittelpunkt weitgehend nach Ungarn.
Er war zweimal verheiratet. Seine erste Ehefrau war Helen Hennessy Vendler, eine geborene Hennessy (* 1933). Aus der Ehe ging ein Sohn, David Vendler, hervor. Sie heirateten am 21. Mai 1960; die Ehe währte bis zum Jahre 1964. Dann heiratete er am 28. Mai 1964 die geborene Semiramis da Silva. Auch sie hatten einen Sohn, Alexander. Im Jahre 1995 kehrte Vendler wieder häufiger in sein früheres Heimatland Ungarn zurück und erwarb die ungarische Staatsbürgerschaft. Vendler verstarb am 13. Januar 2004 im Alter von 83 Jahren an einem akuten Nierenversagen während eines Familienbesuchs in Ungarn.

## Werk und Einfluss
Vendlers im Jahre 1957 veröffentlichter Artikel Verbs and times im Philosophical Review hatte großen Einfluss auf die Analyse der Verbklassifikation und der Aktionsart. Die vier „Aspektklassen“, in die er Verbbedeutungen einteilte, werden seither auch als die „Vendler-Klassen“ bezeichnet.

## Werke (Auswahl)
- Zeno Vendler: Linguistics in Philosophy. Cornell University Press, Ithaca, NY 1967, ISBN 0-8014-0436-3 (englisch). Linguistics in Philosophy, online
- Zeno Vendler: Adjectives and Nominalizations. Mouton, The Hague 1968, ISBN 90-279-0083-3 (englisch).
- Zeno Vendler: Res Cogitans: An Essay in Rational Psychology. Cornell University Press, Ithaca, NY 1972, ISBN 0-8014-0743-5 (englisch).
- Zeno Vendler: The Matter of Minds. Clarendon Press, Oxford 1984, ISBN 0-19-824431-2 (englisch).
- Zeno Vendler: Verbs and Times. The Philosophical Review, Vol. 66, No. 2, (Apr., 1957), S. 143–160